# Beczwa
Beczwa (cz. Bečva; niem. Betschwa, Betsch) – rzeka na Morawach w Czechach, największy lewy dopływ Morawy. Długość – 61,5 km, powierzchnia dorzecza – 1625,7 km². Należy do zlewiska Morza Czarnego.

## Nazwa
Według tradycji nazwa rzeki poszła od głośnego, hałaśliwego (beczącego - czes. bečivého) przepływu wody.

## Bieg
Beczwa powstaje z połączenia Górnej (Wsetyńskiej) i Dolnej (Rożnowskiej) Beczwy na wysokości ok. 280 m n.p.m., w miejscowości Valašské Meziříčí. Płynie szerokim łukiem, początkowo w kierunku północno-zachodnim, następnie zachodnim i wreszcie południowo-zachodnim. Do Morawy uchodzi na wysokości ok. 200 m n.p.m. koło miejscowości Troubky.
Bieg rzeki jest w dużej części uregulowany, lecz kręty. W szeregu miejsc w korycie występują bystrza, lokalnie kamienne łachy. Przy normalnych stanach Beczwa niesie niezbyt wiele wody. Jest generalnie rzeką płytką, w kilku miejscach istnieją na niej używane do dziś brody. Na całej długości zbudowano wiele różnej wielkości jazów, przy największych z nich, w Hranicach, Przerowie i Troubkach, funkcjonują małe elektrownie wodne.
Lokalnie obecnemu korytu towarzyszą wypełnione wodą starorzecza. W wielu miejscach w dolinie Beczwy istnieją zasilane jej wodami stawy rybne.

## Miejscowości nad Beczwą
Ważniejsze miejscowości nad Beczwą: Lhotka, Choryně, Hustopeče nad Bečvou, Milotice nad Bečvou, Černotín, Teplice nad Bečvou, Hranice, Zadní Familie, Přední Familie, Týn nad Bečvou, Lipník nad Bečvou, Osek nad Bečvou, Oldřichov, Prosenice, Radslavice, Przerów.

## Ważniejsze dopływy
- lewe: Loučka (potok), Juhyně
- prawe: Mřenka, Velička, Jezernice (potok), Splavná, Drahotušský potok, Zabník